# Епархия Сан-Педро
Епархия Сан-Педро (исп. Diócesis Católica Romana de San Pedro, лат. Dioecesis Sancti Petri Apostoli) — епархия Римско-Католической церкви c центром в городе Сан-Педро, Парагвай. Епархия Сан-Педро распространяет юрисдикцию на департамент Сан-Педро. Епархия Сан-Педро входит в митрополию Асунсьона. Кафедральным собором епархии Сан-Педро является церковь Святого Петра.

## История
5 июня 1978 года Римский папа Павел VI издал буллу «Ad christiani populi», которой учредил епархию Сан-Педро, выделив её из епархии Консепсьона.

## Ординарии епархии
- епископ Оскар Паэс Гарсете (5.06.1978 — 10.07.1993) — назначен епископом Альто-Параны;
- епископ Фернандо Арминдо Луго Мендес S.V.D.[1] (5.03.1994 — 11.01.2005);
- епископ Адальберто Мартинес Флорес (19.02.2007 — 14.03.2012) — назначен военным ординарием Парагвая.
- епископ Pierre Jubinville CSSP (6.11.2013[2] - по настоящее время).